# Uka (rijeka)
Uka (rus. Ука) je rijeka u Rusiji, u Korjačkom okrugu.
Duga je 149 km. Veći dio njenog toka teče kroz puste i nenaseljene predjele.
U nju se ulijevaju i neke manje njene pritoke, u njenom gornjem toku, kao Lijeva Uka (ulijeva se u 30. kilometru rijeke Uke), duga nekih 27 km, Desna Uka, duga nekih 32 km (ulijeva se na 27. kilometru od izvora Uke).
Od izvora teče prema jugoistoku, a nakon 10 km skreće prema sjeveroistoku, tvoreći kuku. Nakon 30. kilometra i ušća Lijeve Uke, teče od zapada prema istoku, a zadnjih svojih 40 km skreće prema sjeveroistoku. Prije samog ušća, tvori zaljev/jezero, koje je sa sjeverne strane zatvoreno prevlakom, i istječe prema sjeveru kroz kanal u Beringovo more. Naselje Uka se nalazi na zapadnoj obali toga kanala.